# Kasteel van Oiron
Het Kasteel van Oiron (Frans: Château d'Oiron) is een kasteel in Oiron in de Franse gemeente Plaine-et-Vallées.